# Isoxya mucronata
Isoxya mucronata är en spindelart som först beskrevs av Charles Athanase Walckenaer 1842.  Isoxya mucronata ingår i släktet Isoxya och familjen hjulspindlar. Inga underarter finns listade i Catalogue of Life.